# Православна богословська енциклопедія
Православна Богословська Енциклопедія (рос. Православная Богословская энциклопедия, и́ли Богословский энциклопедический словарь, содержащий в себе необходимые для каждого сведения по всем важнейшим предметам богословского знания в алфавитном порядке) — перша в Російській імперії спеціалізована енциклопедія, присвячена православному богослов’ю. Вона охоплює широкий спектр тем, включаючи догматику, біблійні науки, церковну історію, канонічне право, літургіку, агіографію, філософію та педагогіку в контексті православної традиції.

## Історія видання
Енциклопедія видавалася в Санкт-Петербурзі з 1900 по 1911 рік як додаток до журналу «Странник». Перші п’ять томів були під редакцією професора Олександра Лопухіна, а з шостого по дванадцятий томи — під керівництвом професора Миколи Глубоковського. Після смерті Лопухіна у 1904 році, Глубоковський не лише продовжив редагування, але й значно розширив науковий рівень енциклопедії, перетворивши її на авторитетне джерело богословських знань.
Планувалося видати 10 томів, але через велику кількість матеріалу та обсяг статей, кількість томів зросла до 12. Останній, дванадцятий том, вийшов у 1911 році, завершившись на слові «Константинополь». Підготовка тринадцятого тому тривала до 1917 року, але через фінансові труднощі та відсутність підтримки з боку духовенства, видання було припинено.

## Зміст і автори
Енциклопедія містить понад 230 статей, написаних випускниками та викладачами православних духовних академій і семінарій, а також професорами університетів Казані, Москви, Новоросійська, Харкова та Юр’єва (Дерпта). Серед авторів — доктори богослов’я, церковної історії та церковного права, магістри богослов’я, а також чиновники Духовного відомства.
Статті охоплюють різноманітні аспекти православного богослов’я, включаючи основне, догматичне та моральне богослов’я, біблійні науки, церковну археологію, церковну історію, канонічне право, літургіку, агіографію, а також філософію та педагогіку в їхньому зв’язку з православ’ям.

## Значення
Православна Богословська Енциклопедія стала важливим джерелом богословських знань для духовенства та віруючих у Російській імперії. Її високий науковий рівень та глибина аналізу зробили її авторитетним посібником з православного богослов’я. Хоча видання залишилося незавершеним, воно справило значний вплив на розвиток богословської науки та освіти в православному світі.